# Liste der Kulturdenkmale in Südeichsfeld
Die Liste der Kulturdenkmale in Südeichsfeld umfasst die als Ensembles, Straßenzüge und Einzeldenkmale erfassten Kulturdenkmale in der thüringischen Gemeinde Südeichsfeld im Unstrut-Hainich-Kreis.
Die Angaben in der Liste ersetzen nicht die rechtsverbindliche Auskunft der zuständigen Denkmalschutzbehörde.

## Legende
- Bild: zeigt ein Bild des Kulturdenkmals und gegebenenfalls einen Link zu weiteren Fotos des Kulturdenkmals im Medienarchiv Wikimedia Commons
- Bezeichnung: Name, Bezeichnung oder die Art des Kulturdenkmals
- Lage: Wenn vorhanden Straßenname und Hausnummer des Kulturdenkmals; Grundsortierung der Liste erfolgt nach dieser Adresse. Der Link Karte führt zu verschiedenen Kartendarstellungen und nennt die Koordinaten des Kulturdenkmals.
 Kartenansicht, um Koordinaten zu setzen – in dieser Kartenansicht sind Kulturdenkmale ohne Koordinaten mit einem roten bzw. orangen Marker dargestellt und können in der Karte gesetzt werden. Kulturdenkmale ohne Bild sind mit einem blauen bzw. roten Marker gekennzeichnet, Kulturdenkmale mit Bild mit einem grünen bzw. orangen Marker.
- Datierung: gibt das Jahr der Fertigstellung beziehungsweise das Datum der Erstnennung oder den Zeitraum der Errichtung an
- Beschreibung: bauliche und geschichtliche Einzelheiten des Kulturdenkmals, vorzugsweise die Denkmaleigenschaften
- ID: Die ID identifiziert das Kulturdenkmal eindeutig. In Thüringen sind aktuell keine IDs veröffentlicht. In der ID-Spalte kann sich auch folgendes Icon  befinden, dies führt zu Angaben zu diesem Kulturdenkmal bei Wikidata.

## Ensemble
| Bild | Bezeichnung                                                         | Lage | Datierung | Beschreibung | ID |
| --- | ------------------------------------------------------------------- | --- | --------- | ------------ | -- |
| BW | Kennzeichnendes Straßenbild Hauptstraße Hildebrandshausen           | Hauptstraße 1, 3, 7, 9, 11-30, 32-36, 38-45, 47-52, 54, 55, 57-74, 76-83, 85-94, 96; Klausgasse 1 (Karte) |           |              |    |
| [[Vorlage:Bilderwunsch/code!/O:!/C:51.213759,10.221523!/D:Bahnhofstraße 1-3, 9, 10; Feldgasse 1; Hauptstraße 1, 2, 4-110, 112-127; Herrengasse 1-16; Keudelsgasse 1-10, 13, 15-18, 18a, 18b, 20, 21, 24, 25, 27-31, 31a; Mühlweg 1; Schafhof 3, 9; Schloßweg 1, 2; Schulstraße 43, 45, 49, 51, 60-65; Unterem Kirchberg 1-11, 13, Bauliche Gesamtanlage Historischer Ortskern Lengenfeld unterm Stein!/\|BW]] | Bauliche Gesamtanlage Historischer Ortskern Lengenfeld unterm Stein | Bahnhofstraße 1-3, 9, 10; Feldgasse 1; Hauptstraße 1, 2, 4-110, 112-127; Herrengasse 1-16; Keudelsgasse 1-10, 13, 15-18, 18a, 18b, 20, 21, 24, 25, 27-31, 31a; Mühlweg 1; Schafhof 3, 9; Schloßweg 1, 2; Schulstraße 43, 45, 49, 51, 60-65; Unterem Kirchberg 1-11, 13 (Karte) |           |              |    |
| BW | Bauliche Gesamtanlage Historischer Ortskern Wendehausen             | (Karte) |           |              |    |

## Einzeldenkmale

### Diedorf
| Bild                           | Bezeichnung                                           | Lage                                   | Datierung | Beschreibung    | ID |
| ------------------------------ | ----------------------------------------------------- | -------------------------------------- | --------- | --------------- | -- |
| BW                             | Anger mit Angertisch, Steinkeuzen und Baumbepflanzung | Diedorf, Anger o. Nr. (Karte)          |           |                 |    |
| BW                             | Gasthaus / Gasthaus 'Zur Schänke'                     | Diedorf, Hauptstraße 3 (Karte)         |           |                 |    |
| BW                             | Wohnhaus                                              | Diedorf, Hauptstraße 4 (Karte)         |           |                 |    |
| BW                             | Wohnhaus                                              | Diedorf, Hauptstraße 9 (Karte)         |           |                 |    |
| BW                             | Hofanlage                                             | Diedorf, Herrenstraße 13 (Karte)       |           |                 |    |
| BW                             | Hofanlage                                             | Diedorf, Herrenstraße 22 (Karte)       |           |                 |    |
| weitere Bilder Fotos hochladen | Kath. Kirche St. Albanus                              | Diedorf, Kirchstraße o. Nr. (Karte)    |           | mit Ausstattung |    |
| BW                             | Kirchhof mit Einfriedung und Grab                     | Diedorf, Kirchstraße o. Nr. (Karte)    |           |                 |    |
| BW                             | Wohnhaus                                              | Diedorf, Kirchstraße 1 (Karte)         |           |                 |    |
| BW                             | Pfarrhaus                                             | Diedorf, Kirchstraße 4 (Karte)         |           |                 |    |
| BW                             | Wohnhaus                                              | Diedorf, Oberstraße 7 (Karte)          |           |                 |    |
| BW                             | Gutsanlage Schloss Diedorf                            | Diedorf, Schloßhofstraße 2 (Karte)     |           |                 |    |
| BW                             | Bildstock                                             | Diedorf, Unterm Lichten o. Nr. (Karte) |           |                 |    |
| BW                             | Fabrikgebäude / Strumpfwarenfabrik                    | Diedorf, Wendehäuser Straße 1 (Karte)  |           |                 |    |
| BW                             | Fabrikgebäude / Strumpfwarenfabrik                    | Diedorf, Brunkelstraße 2 (Karte)       |           |                 |    |

### Faulungen
| Bild                           | Bezeichnung               | Lage                                  | Datierung | Beschreibung    | ID |
| ------------------------------ | ------------------------- | ------------------------------------- | --------- | --------------- | -- |
| weitere Bilder Fotos hochladen | Kath. Kirche St. Martin   | Faulungen, Bergstraße o. Nr. (Karte)  |           | mit Ausstattung |    |
| BW                             | Einfriedung und Kirchhof  | Faulungen, Bergstraße o. Nr. (Karte)  |           |                 |    |
| BW                             | Wohnhaus                  | Faulungen, Bergstraße 16 (Karte)      |           |                 |    |
| BW                             | Wohnhaus                  | Faulungen, Burgstraße 2 (Karte)       |           |                 |    |
| BW                             | Brücke                    | Faulungen, Hauptstraße o. Nr. (Karte) |           |                 |    |
| BW                             | Wohnhaus                  | Faulungen, Hauptstraße 23 (Karte)     |           |                 |    |
| BW                             | Wohnhaus                  | Faulungen, Hauptstraße 25 (Karte)     |           |                 |    |
| BW                             | Wohnhaus mit Nebengebäude | Faulungen, Hauptstraße 30 (Karte)     |           |                 |    |
| BW                             | Hofanlage                 | Faulungen, Hauptstraße 8 (Karte)      |           |                 |    |
| BW                             | Hofanlage                 | Faulungen, Hauptstraße 9 (Karte)      |           |                 |    |
| BW                             | Wohnhaus                  | Faulungen, Ziehborn 3 (Karte)         |           |                 |    |

### Hallungen
| Bild                                    | Bezeichnung                          | Lage                                        | Datierung | Beschreibung    | ID |
| --------------------------------------- | ------------------------------------ | ------------------------------------------- | --------- | --------------- | -- |
| weitere Bilder Fotos hochladen          | Evangelisch-lutherische Filialkirche | Hallungen, Schloßplatz o. Nr. (Karte)       |           | mit Ausstattung |    |
| BW                                      | Kirchhof mit Grabmal                 | Hallungen, Schloßplatz o. Nr. (Karte)       |           | mit Ausstattung |    |
| BW                                      | Scheune                              | Hallungen, Schloßplatz 4 (Karte)            |           |                 |    |
| BW                                      | Wohnhaus                             | Hallungen, Thomas-Müntzer-Straße 19 (Karte) |           |                 |    |
| BW                                      | Wohnhaus                             | Hallungen, Thomas-Müntzer-Straße 25 (Karte) |           |                 |    |
| BW                                      | Wohnhaus                             | Hallungen, Thomas-Müntzer-Straße 35 (Karte) |           |                 |    |
| BW                                      | Wohnhaus                             | Hallungen, Thomas-Müntzer-Straße 39 (Karte) |           |                 |    |
| BW                                      | Wohnhaus                             | Hallungen, Thomas-Müntzer-Straße 45 (Karte) |           |                 |    |
| BW                                      | Hofanlage                            | Hallungen, Thomas-Müntzer-Straße 9 (Karte)  |           |                 |    |
| Direkt Bild zu diesem Denkmal hochladen | Grenzstein                           | Hallungen                                   |           |                 |    |

### Heyerode
| Bild                                    | Bezeichnung                         | Lage                                   | Datierung | Beschreibung    | ID |
| --------------------------------------- | ----------------------------------- | -------------------------------------- | --------- | --------------- | -- |
| BW                                      | Grenz- und Forsthaus                | Heyerode, Bahnhofstraße 65 (Karte)     |           |                 |    |
| BW                                      | Grenz- und Forsthaus                | Heyerode, Bahnhofstraße 66 (Karte)     |           |                 |    |
| Direkt Bild zu diesem Denkmal hochladen | Grenzstein                          | Heyerode, Eisenacher Straße o. Nr.     |           |                 |    |
| BW                                      | Hofanlage / Obermühle               | Heyerode, Eisenacher Straße 38 (Karte) |           |                 |    |
| BW                                      | Mühle / Untermühle                  | Heyerode, Eisenacher Straße 39 (Karte) |           |                 |    |
| BW                                      | Viadukt                             | Heyerode, Goethestraße o. Nr. (Karte)  |           |                 |    |
| BW                                      | Anger mit Angertisch und Angerlinde | Heyerode, Hauptstraße o. Nr. (Karte)   |           |                 |    |
| BW                                      | Wohnhaus                            | Heyerode, Hauptstraße 29 (Karte)       |           |                 |    |
| BW                                      | Wohnhaus                            | Heyerode, Hauptstraße 33 (Karte)       |           |                 |    |
| BW                                      | Wohnhaus                            | Heyerode, Hauptstraße 5 (Karte)        |           |                 |    |
| BW                                      | Museum / Heimatmuseum               | Heyerode, Hauptstraße 6a (Karte)       |           |                 |    |
| BW                                      | Wohnhaus                            | Heyerode, Hauptstraße 7, 9 (Karte)     |           |                 |    |
| BW                                      | Schulgebäude / Goetheschule         | Heyerode, Karlstraße 13 (Karte)        |           |                 |    |
| BW                                      | Wohnhaus                            | Heyerode, Kirchberg 10 (Karte)         |           |                 |    |
| BW                                      | Hofpforte                           | Heyerode, Kirchberg 10 (Karte)         |           |                 |    |
| BW                                      | Quelle / Hachelborn                 | Heyerode, Obergasse o. Nr. (Karte)     |           |                 |    |
| weitere Bilder Fotos hochladen          | Kath. Kirche St. Cyriakus           | Heyerode, Treffurter Straße 4 (Karte)  |           | mit Ausstattung |    |
| Fotos hochladen                         | Kirchhof und Einfriedung            | Heyerode, Treffurter Straße 4 (Karte)  |           |                 |    |
| weitere Bilder Fotos hochladen          | Kath. Kirche St. Marien             | Heyerode, Zittelstraße o. Nr. (Karte)  |           |                 |    |
| Direkt Bild zu diesem Denkmal hochladen | Kirchhof und Einfriedung            | Heyerode, Zittelstraße o. Nr.          |           | mit Ausstattung |    |
| BW                                      | Wohnhaus                            | Heyerode, Zittelstraße 11 (Karte)      |           |                 |    |
| BW                                      | Hofpforte                           | Heyerode, Zittelstraße 11 (Karte)      |           |                 |    |

### Hildebrandshausen
| Bild                           | Bezeichnung                                 | Lage                                          | Datierung | Beschreibung    | ID |
| ------------------------------ | ------------------------------------------- | --------------------------------------------- | --------- | --------------- | -- |
| BW                             | Anger mit Linde, Angertisch und Einfriedung | Hildebrandshausen, Hauptstraße o. Nr. (Karte) |           |                 |    |
| BW                             | Hofanlage                                   | Hildebrandshausen, Hauptstraße 46 (Karte)     |           |                 |    |
| BW                             | Wohnhaus                                    | Hildebrandshausen, Hauptstraße 50 (Karte)     |           |                 |    |
| BW                             | Pfarrhaus                                   | Hildebrandshausen, Hauptstraße 54 (Karte)     |           |                 |    |
| BW                             | Torhaus                                     | Hildebrandshausen, Hauptstraße 54 (Karte)     |           |                 |    |
| BW                             | Hofanlage                                   | Hildebrandshausen, Hauptstraße 59 (Karte)     |           |                 |    |
| BW                             | Wohnhaus                                    | Hildebrandshausen, Hauptstraße 63 (Karte)     |           |                 |    |
| BW                             | Hofanlage mit ehemaliger Gaststätte         | Hildebrandshausen, Hauptstraße 88 (Karte)     |           |                 |    |
| BW                             | Wohnhaus                                    | Hildebrandshausen, Hauptstraße 89 (Karte)     |           |                 |    |
| BW                             | Wohnhaus                                    | Hildebrandshausen, Hauptstraße 90 (Karte)     |           |                 |    |
| BW                             | Scheune                                     | Hildebrandshausen, Hauptstraße 90 (Karte)     |           |                 |    |
| weitere Bilder Fotos hochladen | Kath. Pfarrkirche Hl. Kreuz                 | Hildebrandshausen, Kirchgasse o. Nr. (Karte)  |           | mit Ausstattung |    |
| BW                             | Kirchhof und Kreuzweg                       | Hildebrandshausen, Kirchgasse o. Nr. (Karte)  |           |                 |    |

### Katharinenberg
| Bild                           | Bezeichnung                                     | Lage                                      | Datierung | Beschreibung | ID |
| ------------------------------ | ----------------------------------------------- | ----------------------------------------- | --------- | ------------ | -- |
| weitere Bilder Fotos hochladen | Kirchenruine / Kath. Kirche St. Maria Magdalena | Katharinenberg, Dorfstraße o. Nr. (Karte) |           |              |    |
| BW                             | Wohnhaus                                        | Katharinenberg, Dorfstraße 15 (Karte)     |           |              |    |

### Lengenfeld unterm Stein
| Bild                                    | Bezeichnung                                       | Lage                                                 | Datierung | Beschreibung    | ID |
| --------------------------------------- | ------------------------------------------------- | ---------------------------------------------------- | --------- | --------------- | -- |
| Direkt Bild zu diesem Denkmal hochladen | Bildstock / Heidenklus                            | Lengenfeld unterm Stein, Bahnhofstraße o. Nr.        |           |                 |    |
| BW                                      | Küsterhaus                                        | Lengenfeld unterm Stein, Bahnhofstraße 10 (Karte)    |           |                 |    |
| weitere Bilder Fotos hochladen          | Hofanlage / Fränkischer Hof                       | Lengenfeld unterm Stein, Bahnhofstraße 2 (Karte)     |           |                 |    |
| weitere Bilder Fotos hochladen          | Bahnstrecke der Kanonenbahn                       | Lengenfeld unterm Stein, Bahnhofstraße 43 (Karte)    |           |                 |    |
| weitere Bilder Fotos hochladen          | Viadukt der Kanonenbahn                           | Lengenfeld unterm Stein, Bahnhofstraße 43 (Karte)    |           |                 |    |
| BW                                      | Schloss Bischofsstein: Schloss                    | Lengenfeld unterm Stein, Bischofstein 1 (Karte)      |           |                 |    |
| BW                                      | Schloss Bischofsstein: Gartenanlagen, Freiflächen | Lengenfeld unterm Stein, Bischofstein 1 (Karte)      |           |                 |    |
| BW                                      | Schloss Bischofsstein: Bergfriedhof               | Lengenfeld unterm Stein, Bischofstein 1 (Karte)      |           |                 |    |
| Direkt Bild zu diesem Denkmal hochladen | Bildstock                                         | Lengenfeld unterm Stein, Hauptstraße o. Nr.          |           |                 |    |
| BW                                      | Wohnhaus                                          | Lengenfeld unterm Stein, Hauptstraße 123 (Karte)     |           |                 |    |
| BW                                      | Wohnhaus                                          | Lengenfeld unterm Stein, Hauptstraße 124 (Karte)     |           |                 |    |
| BW                                      | Hofanlage                                         | Lengenfeld unterm Stein, Hauptstraße 24, 25 (Karte)  |           |                 |    |
| BW                                      | Wohnhaus / Mittelmühle                            | Lengenfeld unterm Stein, Hauptstraße 28 (Karte)      |           |                 |    |
| Fotos hochladen                         | Wohnhaus                                          | Lengenfeld unterm Stein, Hauptstraße 43 (Karte)      |           |                 |    |
| BW                                      | Hofanlage                                         | Lengenfeld unterm Stein, Hauptstraße 47 (Karte)      |           |                 |    |
| BW                                      | Wohnhaus mit Torfahrt                             | Lengenfeld unterm Stein, Hauptstraße 50 (Karte)      |           |                 |    |
| BW                                      | Wohnhaus                                          | Lengenfeld unterm Stein, Hauptstraße 56 (Karte)      |           |                 |    |
| BW                                      | Wohnhaus mit Torfahrt                             | Lengenfeld unterm Stein, Hauptstraße 67, 68 (Karte)  |           |                 |    |
| BW                                      | Mühle / Obermühle                                 | Lengenfeld unterm Stein, Hauptstraße 82 (Karte)      |           |                 |    |
| weitere Bilder Fotos hochladen          | Kath. Pfarrkirche St. Maria                       | Lengenfeld unterm Stein, Kirchberg o. Nr. (Karte)    |           | mit Ausstattung |    |
| BW                                      | Kirchhof und Einfriedung                          | Lengenfeld unterm Stein, Kirchberg o. Nr. (Karte)    |           |                 |    |
| BW                                      | Verwaltungsgebäude                                | Lengenfeld unterm Stein, Unterm Kirchberg 1 (Karte)  |           |                 |    |
| BW                                      | Pfarrhof                                          | Lengenfeld unterm Stein, Unterm Kirchberg 11 (Karte) |           |                 |    |
| BW                                      | Wohnhaus                                          | Lengenfeld unterm Stein, Unterm Kirchberg 2 (Karte)  |           |                 |    |
| BW                                      | Wohnhaus                                          | Lengenfeld unterm Stein, Unterm Kirchberg 7 (Karte)  |           |                 |    |

### Schierschwende
| Bild                           | Bezeichnung                   | Lage                                 | Datierung | Beschreibung    | ID |
| ------------------------------ | ----------------------------- | ------------------------------------ | --------- | --------------- | -- |
| BW                             | Wohnhaus                      | Schierschwende, Dorfstraße 3 (Karte) |           |                 |    |
| weitere Bilder Fotos hochladen | Kath. Kirche Herz-Jesu-Kirche | Schierschwende, Herzrain 31 (Karte)  |           | mit Ausstattung |    |
| BW                             | Gutsanlage / Gut Schönberg    | Schierschwende, Schönberg 1b (Karte) |           |                 |    |
| BW                             | Gutsanlage / Gut Schönberg    | Schierschwende, Schönberg 2 (Karte)  |           |                 |    |
| BW                             | Gutsanlage / Gut Schönberg    | Schierschwende, Schönberg 2a (Karte) |           |                 |    |

### Wendehausen
| Bild                                    | Bezeichnung                   | Lage                                         | Datierung | Beschreibung    | ID |
| --------------------------------------- | ----------------------------- | -------------------------------------------- | --------- | --------------- | -- |
| BW                                      | Hofanlage                     | Wendehausen, Am Plan 1 (Karte)               |           |                 |    |
| BW                                      | Wohnhaus                      | Wendehausen, Am Wasser 2 (Karte)             |           |                 |    |
| BW                                      | Wohnhaus                      | Wendehausen, Bei der Kirche 2 (Karte)        |           |                 |    |
| BW                                      | Brunnenhaus                   | Wendehausen, Diedorfer Straße o. Nr. (Karte) |           |                 |    |
| BW                                      | Wohnhaus mit Hofpforte        | Wendehausen, Diedorfer Straße 11 (Karte)     |           |                 |    |
| BW                                      | Wohnhaus                      | Wendehausen, Diedorfer Straße 12 (Karte)     |           |                 |    |
| BW                                      | Spritzenhaus mit Spritzenturm | Wendehausen, Katharinenstieg o. Nr. (Karte)  |           |                 |    |
| BW                                      | Wohnhaus                      | Wendehausen, Scharfloher Straße 11 (Karte)   |           |                 |    |
| BW                                      | Wohnhaus                      | Wendehausen, Scharfloher Straße 12 (Karte)   |           |                 |    |
| BW                                      | Wohnhaus                      | Wendehausen, Scharfloher Straße 16 (Karte)   |           |                 |    |
| BW                                      | Hofanlage                     | Wendehausen, Scharfloher Straße 18 (Karte)   |           |                 |    |
| BW                                      | Wohnhaus                      | Wendehausen, Scharfloher Straße 3 (Karte)    |           |                 |    |
| BW                                      | Wohnhaus                      | Wendehausen, Scharfloher Straße 4 (Karte)    |           |                 |    |
| BW                                      | Wohnhaus                      | Wendehausen, Scharfloher Straße 40 (Karte)   |           |                 |    |
| weitere Bilder Fotos hochladen          | Kath. Kirche St. Bonifatius   | Wendehausen, Scharfloher Straße 7 (Karte)    |           | mit Ausstattung |    |
| BW                                      | Kirchhof und Einfriedung      | Wendehausen, Scharfloher Straße 7 (Karte)    |           |                 |    |
| BW                                      | Wohnhaus                      | Wendehausen, Treffurter Straße 11 (Karte)    |           |                 |    |
| BW                                      | Hofanlage                     | Wendehausen, Treffurter Straße 17 (Karte)    |           |                 |    |
| BW                                      | Wohnhaus                      | Wendehausen, Treffurter Straße 2 (Karte)     |           |                 |    |
| BW                                      | Wohnhaus                      | Wendehausen, Treffurter Straße 5 (Karte)     |           |                 |    |
| BW                                      | Wohnhaus                      | Wendehausen, Treffurter Straße 6 (Karte)     |           |                 |    |
| Direkt Bild zu diesem Denkmal hochladen | Kruzifix                      | Wendehausen                                  |           |                 |    |